# Маркет (Ајова)
Маркет (енгл. Marquette) град је у америчкој савезној држави Ајова. По попису становништва из 2010. у њему је живело 375 становника.

## Демографија
Према попису становништва из 2010. у граду је живело 375 становника, што је -46 (-10.9%) становника више него 2000. године.
| Група             | 2000.       | 2010.       |
| Белци             | 412 (97,9%) | 368 (98,1%) |
| Афроамериканци    | 2 (0,5%)    | 0 (0,0%)    |
| Азијати           | 0 (0,0%)    | 1 (0,3%)    |
| Хиспаноамериканци | 3 (0,7%)    | 2 (0,5%)    |
| Укупно            | 421         | 375         |